# Mesocalyptis
Mesocalyptis is een geslacht van vlinders van de familie bladrollers (Tortricidae), uit de onderfamilie Tortricinae.

## Soorten
- M. morosa Diakonoff, 1953
- M. zonata Diakonoff, 1953